# Mattias Svanberg
Mattias Olof Svanberg (Malmö, 5 januari 1999) is een Zweeds voetballer die doorgaans speelt als middenvelder. In juli 2022 verruilde hij Bologna voor VfL Wolfsburg. Svanberg maakte in 2019 zijn debuut in het Zweeds voetbalelftal.

## Clubcarrière
Svanberg speelde in de jeugd van Bunkeflo IF, wat later fuseerde tot Limhamn Bunkeflo. Later werd hij opgenomen in de opleiding van Malmö FF. Bij deze club debuteerde hij in 2016. Op 28 mei van dat jaar speelde Malmö op bezoek bij Östersunds FK. Svanberg mocht van coach Allan Kuhn invallen voor Markus Rosenberg, die de score had geopend dat duel. Door twee goals van Malmö-aanvaller Viðar Örn Kjartansson en een tegentreffer van Alex Dyer stond het 1–3. In de blessuretijd van de wedstrijd gaf Svanberg een assist op Kjartansson, die daarmee zijn derde doelpunt van de middag maakte. Zijn eerste doelpunt maakte hij op 25 september 2016, tegen rivaal Helsingborgs IF. Na de openingstreffer van Anders Christiansen zorgde Svanberg in de blessuretijd voor de 0–2 op aangeven van Yoshimar Yotún.
In de zomer van 2018 maakte de Zweedse middenvelder voor een bedrag van circa vierenhalf miljoen euro de overstap naar Bologna, waar hij zijn handtekening zette onder een verbintenis voor de duur van vijf seizoenen. In zijn eerste twee seizoenen bestond circa de helft van zijn gespeelde wedstrijden uit invalbeurten, maar vanaf de jaargang 2020/21 kreeg hij een vaste rol op het middenveld. Medio 2022 verkaste Svanberg naar VfL Wolfsburg, waar hij voor vijf jaar tekende. Met de overgang was circa negen miljoen euro gemoeid.

## Clubstatistieken
| Seizoen | Club          | Competitie  | Competitie | Competitie | Beker | Beker | Internationaal | Internationaal | Totaal | Totaal |
| Seizoen | Club          | Competitie  | Wed.       | Dlp.       | Wed.  | Dlp.  | Wed.           | Dlp.           | Wed.   | Dlp.   |
| ------- | ------------- | ----------- | ---------- | ---------- | ----- | ----- | -------------- | -------------- | ------ | ------ |
| 2016    | Malmö FF      | Allsvenskan | 6          | 2          | 1     | 0     | —              | —              | 7      | 2      |
| 2017    | Malmö FF      | Allsvenskan | 18         | 1          | 1     | 0     | 2              | 0              | 21     | 1      |
| 2018    | Malmö FF      | Allsvenskan | 12         | 2          | 6     | 1     | —              | —              | 18     | 3      |
| 2018/19 | Bologna       | Serie A     | 23         | 0          | 1     | 0     | —              | —              | 24     | 0      |
| 2019/20 | Bologna       | Serie A     | 25         | 1          | 2     | 0     | —              | —              | 27     | 1      |
| 2020/21 | Bologna       | Serie A     | 34         | 5          | 1     | 0     | —              | —              | 35     | 5      |
| 2021/22 | Bologna       | Serie A     | 36         | 3          | 1     | 0     | —              | —              | 37     | 3      |
| 2022/23 | VfL Wolfsburg | Bundesliga  | 32         | 4          | 3     | 1     | —              | —              | 35     | 5      |
| 2023/24 | VfL Wolfsburg | Bundesliga  | 25         | 1          | 3     | 0     | —              | —              | 28     | 1      |
| 2024/25 | VfL Wolfsburg | Bundesliga  | 8          | 2          | 2     | 0     | —              | —              | 10     | 2      |
| Totaal  | Totaal        | Totaal      | 219        | 21         | 22    | 2     | 2              | 0              | 243    | 23     |

Bijgewerkt op 28 december 2024.

## Interlandcarrière
Stanberg maakte zijn debuut in het Zweeds voetbalelftal op 18 november 2019, toen een kwalificatiewedstrijd voor het EK 2020 gespeeld werd tegen Faeröer. Hij mocht van bondscoach Janne Andersson in de basis beginnen. Sebastian Andersson opende de score, waarna Svanberg de voorsprong verdubbelde. Uiteindelijk won Zweden met 3–0 door een treffer van John Guidetti. De andere Zweedse debutanten dit duel waren Ricardo Gagliolo en Dejan Kulusevski (beiden Parma).
Svanberg werd in mei 2021 door Andersson opgeroepen voor de Zweedse selectie op het uitgestelde EK 2020. Op het EK werd Zweden uitgeschakeld in de achtste finales door Oekraïne (1–2), na in de groepsfase te hebben gelijkgespeeld tegen Spanje (0–0) en gewonnen van Slowakije (1–0) en Polen (3–2). Svanberg kwam niet in actie. Zijn toenmalige teamgenoten Andreas Skov Olsen (Denemarken) en Łukasz Skorupski (Polen) waren ook actief op het toernooi.
| Interlands van Mattias Svanberg voor Zweden | Interlands van Mattias Svanberg voor Zweden | Interlands van Mattias Svanberg voor Zweden | Interlands van Mattias Svanberg voor Zweden | Interlands van Mattias Svanberg voor Zweden | Interlands van Mattias Svanberg voor Zweden |
| №                                           | Datum                                       | Wedstrijd                                   | Uitslag                                     | Competitie                                  | Goals                                       |
| Als speler bij Bologna                      | Als speler bij Bologna                      | Als speler bij Bologna                      | Als speler bij Bologna                      | Als speler bij Bologna                      | Als speler bij Bologna                      |
| ------------------------------------------- | ------------------------------------------- | ------------------------------------------- | ------------------------------------------- | ------------------------------------------- | ------------------------------------------- |
| 1                                           | 18 november 2019                            | Zweden – Faeröer                            | 3 – 0                                       | EK 2020 kwalificatie                        | 72'                                         |
| 2                                           | 8 september 2020                            | Zweden – Portugal                           | 0 – 2                                       | Nations League 2020/21                      |                                             |
| 3                                           | 8 oktober 2020                              | Rusland – Zweden                            | 1 – 2                                       | Vriendschappelijk                           |                                             |
| 4                                           | 11 november 2020                            | Denemarken – Zweden                         | 2 – 0                                       | Vriendschappelijk                           |                                             |
| 5                                           | 25 maart 2021                               | Zweden – Georgië                            | 1 – 0                                       | WK 2022 kwalificatie                        |                                             |
| 6                                           | 28 maart 2021                               | Kosovo – Zweden                             | 0 – 3                                       | WK 2022 kwalificatie                        |                                             |
| 7                                           | 31 maart 2021                               | Zweden – Estland                            | 1 – 0                                       | Vriendschappelijk                           |                                             |
| 8                                           | 29 mei 2021                                 | Zweden – Finland                            | 2 – 0                                       | Vriendschappelijk                           |                                             |
| 9                                           | 5 juni 2021                                 | Zweden – Armenië                            | 3 – 1                                       | Vriendschappelijk                           |                                             |
| 10                                          | 2 september 2021                            | Zweden – Spanje                             | 2 – 1                                       | WK 2022 kwalificatie                        |                                             |
| 11                                          | 5 september 2021                            | Zweden – Oezbekistan                        | 2 – 1                                       | Vriendschappelijk                           |                                             |
| 12                                          | 8 september 2021                            | Griekenland – Zweden                        | 2 – 1                                       | WK 2022 kwalificatie                        |                                             |
| 13                                          | 9 oktober 2021                              | Zweden – Kosovo                             | 3 – 0                                       | WK 2022 kwalificatie                        |                                             |
| 14                                          | 12 oktober 2021                             | Zweden – Griekenland                        | 2 – 0                                       | WK 2022 kwalificatie                        |                                             |
| 15                                          | 11 november 2021                            | Georgië – Zweden                            | 2 – 0                                       | WK 2022 kwalificatie                        |                                             |
| 16                                          | 14 november 2021                            | Spanje – Zweden                             | 1 – 0                                       | WK 2022 kwalificatie                        |                                             |
| 17                                          | 24 maart 2022                               | Zweden – Tsjechië                           | 1 – 0                                       | WK 2022 kwalificatie                        |                                             |
| 18                                          | 29 maart 2022                               | Polen – Zweden                              | 2 – 0                                       | WK 2022 kwalificatie                        |                                             |
| 19                                          | 2 juni 2022                                 | Slovenië – Zweden                           | 0 – 2                                       | Nations League 2022/23                      |                                             |
| 20                                          | 5 juni 2022                                 | Zweden – Noorwegen                          | 1 – 2                                       | Nations League 2022/23                      |                                             |
| 21                                          | 9 juni 2022                                 | Zweden – Servië                             | 0 – 1                                       | Nations League 2022/23                      |                                             |
| Als speler bij VfL Wolfsburg                |                                             |                                             |                                             |                                             |                                             |
| 22                                          | 24 september 2022                           | Servië – Zweden                             | 4 – 1                                       | Nations League 2022/23                      |                                             |
| 23                                          | 27 september 2022                           | Zweden – Slovenië                           | 1 – 1                                       | Nations League 2022/23                      |                                             |
| 24                                          | 16 november 2022                            | Mexico – Zweden                             | 1 – 2                                       | Vriendschappelijk                           | 84'                                         |
| 25                                          | 19 november 2022                            | Zweden – Algerije                           | 2 – 0                                       | Vriendschappelijk                           |                                             |
| 26                                          | 24 maart 2023                               | Zweden – België                             | 0 – 3                                       | EK 2024 kwalificatie                        |                                             |
| 27                                          | 27 maart 2023                               | Zweden – Azerbeidzjan                       | 5 – 0                                       | EK 2024 kwalificatie                        |                                             |
| 28                                          | 20 juni 2023                                | Oostenrijk – Zweden                         | 2 – 0                                       | EK 2024 kwalificatie                        |                                             |
| 29                                          | 12 oktober 2023                             | Zweden – Moldavië                           | 3 – 1                                       | Vriendschappelijk                           |                                             |
| 30                                          | 16 oktober 2023                             | België – Zweden                             | 1 – 1                                       | EK 2024 kwalificatie                        |                                             |
| 31                                          | 16 november 2023                            | Azerbeidzjan – Zweden                       | 3 – 0                                       | EK 2024 kwalificatie                        |                                             |
| 32                                          | 19 november 2023                            | Zweden – Estland                            | 2 – 0                                       | EK 2024 kwalificatie                        |                                             |
| 33                                          | 21 maart 2024                               | Portugal – Zweden                           | 5 – 2                                       | Vriendschappelijk                           |                                             |
| 34                                          | 25 maart 2024                               | Zweden – Albanië                            | 2 – 0                                       | Vriendschappelijk                           |                                             |
| 35                                          | 5 september 2024                            | Azerbeidzjan – Zweden                       | 1 – 3                                       | Nations League 2024/25                      |                                             |

Bijgewerkt op 28 december 2024.

## Erelijst
| Allsvenskan | 2 | 2016, 2017 |